# Skalka nad Váhom
Skalka nad Váhom este o comună slovacă, aflată în districtul Trenčín din regiunea Trenčín. Localitatea se află la altitudinea de 218 m deasupra n.m., se întinde pe o suprafață de 8,68 km2 și în 2017 număra 1.169 de locuitori.

## Istoric
Localitatea Skalka nad Váhom este atestată documentar din 1208.

## Demografie
| An:                | 1994 | 2004    | 2014   | 2024   |
| ------------------ | ---- | ------- | ------ | ------ |
| Număr de persoane: | 974  | 1077    | 1173   | 1278   |
| Diferență:         |      | +10,57% | +8,91% | +8,95% |

| An:                | 2023 | 2024   |
| ------------------ | ---- | ------ |
| Număr de persoane: | 1226 | 1278   |
| Diferență:         |      | +4,24% |